# Moselská románština

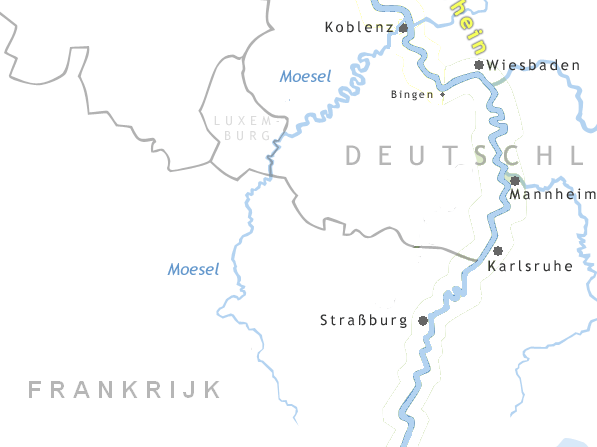
Mapa údolí Mosely

Moselská románština (latinsky Lingua Romanica Mosellensis) je vymřelý jazyk, kterým se mluvilo v údolí Mosely (na území dnešního Německa, blízko hranic s Francií a Lucemburskem).
Moselská románština se vyvinula z latiny, když byla zdejší oblast ve starověku pod římskou nadvládou. Několik mluvčích přežilo do 11. století.
Moselská románština byla silně ovlivněna germánskými jazyky. Moselský dialekt němčiny byl též ovlivněn moselskou románštinou. Z moselské románštiny také vychází několik místních názvů.